# 飯富橋
飯富橋（いいとみばし）は、山梨県南巨摩郡身延町にある富士川に架かる山梨県道411号下部飯富線のトラス橋である。

## 概要
- 活荷重 - 2等橋 (TL-14)
- 路線名 - 県道下部飯富線
- 形式 - 鋼単純下路平行弦ワーレントラス橋3連+鉄筋コンクリートT桁橋
- 橋長 - 150.9 m
  - 支間割 - 3×47 m+7 m
- 幅員
  - 全幅員 - 6.6 m
  - 車道 - 5 m
  - 歩道 - 側道橋2.5 m
- 床版 - 鉄筋コンクリート
- 総鋼重 - 231 t
- 橋台 - 半重力式鉄筋コンクリート橋台（左岸）、重力式コンクリート橋台（右岸）
- 橋脚 - 鉄筋コンクリート井筒基礎
- 親柱 - 花崗岩造4基
- 施工 - 横河橋梁製作所[注釈 1]・鹿島建設（上部工）、鹿島建設（下部工）
- 総工費 - 52,251,302円

## 歴史
旧橋の諸元
- 路線名 - 村道常葉停車場飯富線
- 形式 - 木橋
- 橋長 - 176 m
- 幅員 - 3.5 m
- 橋台 - 2基
- 橋脚 - 21基

昭和初期に左岸の飯富村 (山梨県)と右岸の共和村による道路組合が県当局等に陳情を重ねて県道編入を前提に1930年（昭和5年）11月に失業対策の土木事業として着手することになり、木橋・飯富橋架設は1932年（昭和7年）11月4日に起工、6134円80銭を費やして翌1933年（昭和8年）4月3日に竣工した。県道下部飯富線は1933年（昭和8年）に県道に認定された。しかし1935年（昭和10年）9月に洪水のため流出し、復旧するも1945年（昭和20年）の大洪水により全面的に流出し、再度架橋するも半年経たずカスリーン台風により1947年（昭和22年）に流出した。度重なる流出を経て地元から永久橋架設の声が高まった。このため共和村長、原村長、富里村長による組合を設置し、災害工事としての認定を得られた。1950年（昭和25年）7月に着工して、1953年（昭和28年）5月に竣工式を迎えた。これを記念して左岸宮木地区に飯富橋竣工記念碑が設置されている。